# Sorrow (chanson des McCoys)
Pour les articles homonymes, voir Sorrow.
Singles de David Bowie
Life on Mars?
(1973) Rebel Rebel
(1974)
Pistes de Pin Ups
Friday on My Mind Don't Bring Me Down
Sorrow est une chanson écrite par Bob Feldman, Jerry Goldstein et Richard Gottehrer. Elle est enregistrée pour la première fois en 1965 par le groupe américain The McCoys et paraît en face B de leur reprise de Fever.
L'année suivante, la reprise du duo britannique The Merseys se classe no 4 des ventes au Royaume-Uni. David Bowie reprend cette version sur son album de reprises Pin Ups en 1973. Elle constitue l'unique single extrait de cet album, avec Amsterdam (une reprise de Jacques Brel adaptée par Mort Shuman) en face B. Le single de Bowie atteint la 3e place du hit-parade britannique en novembre 1973.

## Musiciens
- David Bowie : chant, guitare, saxophone alto, saxophone ténor
- Mick Ronson : guitare, piano, chœurs
- Trevor Bolder : basse
- Aynsley Dunbar : batterie
- Mike Garson : piano, piano électrique
- Ken Fordham : saxophone baryton
- Mac Cormack : chœurs[3]